# Các nền kinh tế đang nổi lên

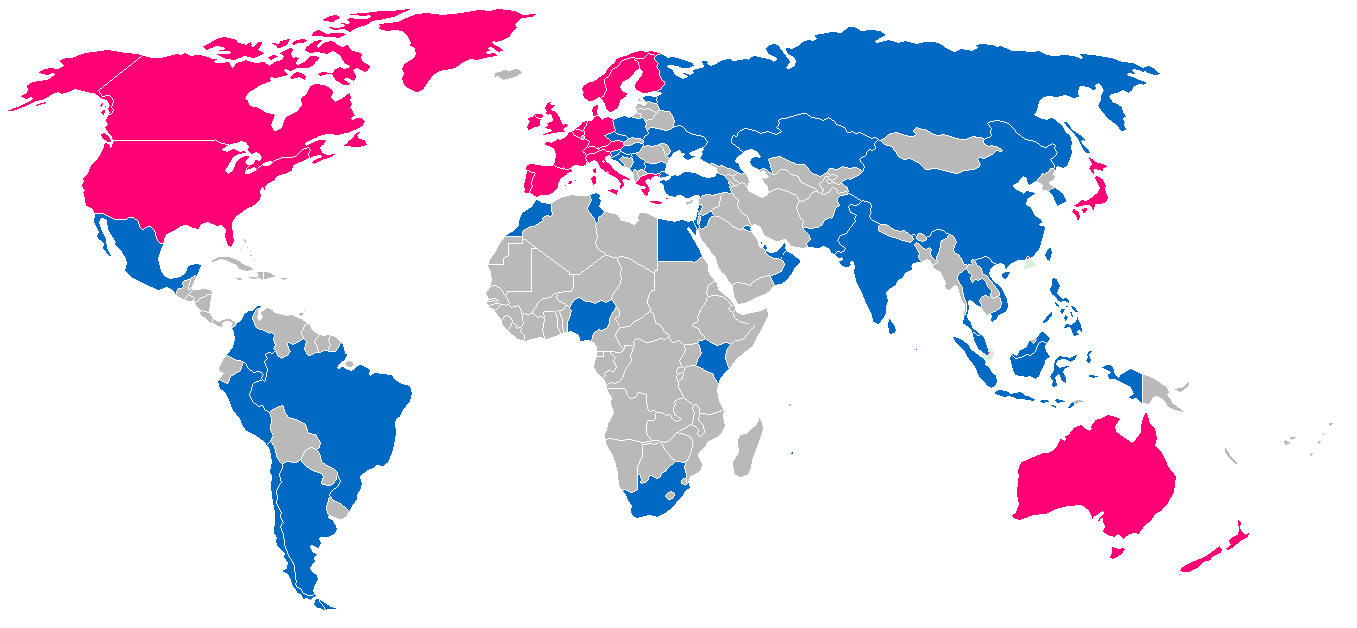
Vị trí các nền kinh tế đang nổi lên trên bản đồ thế giới, theo Morgan Stanley Capital International 2006
Các nền kinh tế đang nổi lên
Các nền kinh tế phát triển

Các nền kinh tế đang nổi lên là những nền kinh tế đang trong giai đoạn quá độ từ nền kinh tế đang phát triển thành nền kinh tế phát triển. Tuy nhiên, không có tiêu chí rõ ràng và phổ biến nào để xác định một nền kinh tế có phải là nền kinh tế đang nổi lên hay không. IMF thường xếp chung các nền kinh tế đang nổi lên và các nền kinh tế đang phát triển vào cùng một nhóm trong các tài liệu về kinh tế thế giới của mình mà không chia thành hai nhóm riêng. The Economist có tiêu chí xác định riêng dựa vào thông tin về đầu tư. Morgan Stanley Capital International cũng có cách xác định riêng, và những nền kinh tế sau được tổ chức này coi là các nền kinh tế đang nổi lên:
- Mỹ Latinh gồm: Argentina, Brasil, Chile, Colombia, México và Peru
- Châu Á gồm: Ấn Độ, Đài Loan, Hàn Quốc, Indonesia, Jordan, Malaysia, Pakistan, Việt Nam, Philippines và Thái Lan
- Châu Phi gồm: Ai Cập, Maroc và Nam Phi
- Châu Âu gồm: Ba Lan, Israel, Hungary, Nga, Séc và Thổ Nhĩ Kỳ.

Danh sách các nền kinh tế đang nổi lên của The Economist tương tự như trên, nhưng có thêm Singapore, Hong Kong và Ả Rập Xê Út, không có Jordan.
Trong tài liệu của IMF thì Đài Loan, Hong Kong, Singapore, Hàn Quốc lại được xếp vào những nền kinh tế phát triển.
Viện Kinh tế Quốc tế của Mỹ có lập danh sách những nền kinh tế đang nổi lên lớn (LEMs) bao gồm 4 nước BRIC cộng với Argentina, Indonesia, Hàn Quốc, México, Ả Rập Xê Út, và Thổ Nhĩ Kỳ.

## Thuật ngữ
Trong thập niên1970, "các nước kém phát triển" (LDCs) là thuật ngữ chung để chỉ các thị trường kém "phát triển" (bằng các biện pháp khách quan hoặc chủ quan) so với các nước phát triển như Hoa Kỳ, Nhật Bản và các nước Tây Âu. Những thị trường này được cho là mang lại tiềm năng lợi nhuận lớn hơn nhưng cũng có nhiều rủi ro hơn từ các yếu tố khác nhau như vi phạm bằng sáng chế. Thuật ngữ này đã được thay thế bằng thị trường mới nổi. Thuật ngữ này gây hiểu lầm ở chỗ không có gì đảm bảo rằng một quốc gia sẽ chuyển từ "kém phát triển" sang "phát triển hơn"; mặc dù đó là xu hướng chung trên thế giới, các nước cũng có thể chuyển từ “phát triển hơn” sang “kém phát triển hơn”.
Nhà kinh tế Antoine Van Agtmael của Ngân hàng Thế giới đã đặt ra thuật ngữ này vào năm 1981, thuật ngữ này đôi khi được sử dụng một cách sơ sài để thay thế cho các nền kinh tế mới nổi, nhưng thực sự biểu thị một hiện tượng kinh doanh không được mô tả đầy đủ hoặc bị hạn chế bởi điều đó; những quốc gia này được coi là đang trong giai đoạn chuyển tiếp giữa trạng tháiđang phát triển và đã phát triển. Ví dụ về các thị trường mới nổi bao gồm nhiều nước ở Châu Phi, hầu hết các nước ở Đông Âu, một số nước ở Châu Mỹ Latinh, một số nước ở Trung Đông, Nga và một số nước ở Đông Nam Á. Nhấn mạnh tính chất linh hoạt của danh mục này, nhà khoa học chính trị Ian Bremmer định nghĩa thị trường mới nổi là "một quốc gia nơi chính trị ít quan trọng như kinh tế đối với thị trường".

Các quốc gia công nghiệp hóa mới, tính đến năm 2013. Đây là danh mục trung gian giữa phát triển hoàn chỉnh và đang phát triển

Nghiên cứu về các thị trường mới nổi rất phổ biến trong các tài liệu quản lý . Trong khi các nhà nghiên cứu như George Haley, Vladimir Kvint, Hernando de Soto, Usha Haley, và một số giáo sư từ Trường Kinh doanh Harvard và Trường Quản lý Yale đã mô tả hoạt động ở các quốc gia như Ấn Độ và Trung Quốc thì việc thị trường nổi lên như thế nào vẫn có ít người hiểu.
Vào năm 2009, Tiến sĩ Kvint đã công bố định nghĩa này: "một quốc gia thị trường mới nổi là một xã hội chuyển đổi từ chế độ độc tài sang nền kinh tế định hướng thị trường tự do, với sự gia tăng tự do kinh tế, hội nhập dần dần với Thị trường toàn cầu và với các thành viên khác của GEM (Thị trường mới nổi toàn cầu), tầng lớp trung lưu ngày càng mở rộng, nâng cao mức sống, ổn định xã hội và sự khoan dung, cũng như tăng cường hợp tác với các tổ chức đa phương".

## Các quốc gia
Nhiều nguồn khác nhau liệt kê các quốc gia là "các nền kinh tế mới nổi" như được chỉ ra trong bảng dưới đây.
Một vài quốc gia xuất hiện trong mọi danh sách (BRICS, Mexico, Thổ Nhĩ Kỳ). Indonesia và Thổ Nhĩ Kỳ được phân loại cùng với Mexico và Nigeria là một phần của nền kinh tế MINT. Mặc dù không có các tham số được thống nhất chung mà các quốc gia có thể được phân loại là "Các nền kinh tế mới nổi", một số công ty đã phát triển các phương pháp luận chi tiết để xác định các nền kinh tế mới nổi hoạt động tốt nhất hàng năm.
| Quốc gia             | IMF        | BRICS+ Next Eleven | FTSE       | MSCI       | S&P        | EM bond index | Dow Jones  | Russell    | Đại học Columbia EMGP | Đại học Cornell EMI E20 + 1 (2021) |
| -------------------- | ---------- | ------------------ | ---------- | ---------- | ---------- | ------------- | ---------- | ---------- | --------------------- | ---------------------------------- |
| Argentina            | Green tick |                    |            |            |            | Green tick    |            |            | Green tick            | Green tick                         |
| Bangladesh           | Green tick | Green tick         |            |            |            | Green tick    |            |            |                       | Green tick                         |
| Brazil               | Green tick | Green tick         | Green tick | Green tick | Green tick | Green tick    | Green tick | Green tick | Green tick            | Green tick                         |
| Bulgaria             | Green tick |                    |            |            |            |               |            |            |                       |                                    |
| Chile                | Green tick |                    | Green tick | Green tick | Green tick | Green tick    | Green tick | Green tick | Green tick            | Green tick                         |
| China                | Green tick | Green tick         | Green tick | Green tick | Green tick | Green tick    | Green tick | Green tick | Green tick            | Green tick                         |
| Colombia             | Green tick |                    | Green tick | Green tick | Green tick | Green tick    | Green tick | Green tick | Green tick            | Green tick                         |
| Czech Republic       |            |                    | Green tick | Green tick | Green tick | Green tick    | Green tick | Green tick |                       |                                    |
| Egypt                |            | Green tick         | Green tick | Green tick | Green tick | Green tick    | Green tick |            | Green tick            | Green tick                         |
| Greece               |            |                    | Green tick | Green tick | Green tick |               | Green tick | Green tick |                       |                                    |
| Hungary              | Green tick |                    | Green tick | Green tick | Green tick | Green tick    | Green tick | Green tick | Green tick            |                                    |
| India                | Green tick | Green tick         | Green tick | Green tick | Green tick | Green tick    | Green tick | Green tick | Green tick            | Green tick                         |
| Indonesia            | Green tick | Green tick         | Green tick | Green tick | Green tick | Green tick    | Green tick | Green tick |                       | Green tick                         |
| Iran                 |            | Green tick         |            |            |            |               |            |            |                       | Green tick                         |
| Israel               |            |                    |            |            |            | Green tick    |            |            | Green tick            |                                    |
| Kuwait               |            |                    | Green tick | Green tick | Green tick |               |            |            |                       |                                    |
| Malaysia             | Green tick |                    | Green tick | Green tick | Green tick | Green tick    | Green tick | Green tick |                       | Green tick                         |
| Mauritius            |            |                    |            |            |            |               |            |            | Green tick            |                                    |
| Mexico               | Green tick | Green tick         | Green tick | Green tick | Green tick | Green tick    | Green tick | Green tick | Green tick            | Green tick                         |
| Morocco              | Green tick | Green tick         | Green tick | Green tick | Green tick | Green tick    | Green tick | Green tick | Green tick            |                                    |
| Nigeria              |            | Green tick         |            |            |            | Green tick    |            |            |                       | Green tick                         |
| Oman                 |            |                    |            |            |            | Green tick    |            |            |                       |                                    |
| Pakistan             | Green tick | Green tick         | Green tick |            | Green tick | Green tick    |            |            |                       | Green tick                         |
| Peru                 | Green tick |                    | Green tick | Green tick | Green tick | Green tick    | Green tick | Green tick |                       |                                    |
| Philippines          | Green tick | Green tick         | Green tick | Green tick | Green tick | Green tick    | Green tick | Green tick |                       | Green tick                         |
| Poland               | Green tick |                    |            | Green tick | Green tick | Green tick    | Green tick |            | Green tick            |                                    |
| Qatar                |            |                    | Green tick | Green tick | Green tick | Green tick    | Green tick |            |                       |                                    |
| Romania              | Green tick |                    | Green tick |            |            | Green tick    |            |            |                       |                                    |
| Russia               | Green tick | Green tick         | Green tick | Green tick | Green tick | Green tick    | Green tick | Green tick | Green tick            | Green tick                         |
| Saudi Arabia         |            |                    | Green tick | Green tick |            |               |            |            |                       | Green tick                         |
| South Africa         | Green tick | Green tick         | Green tick | Green tick | Green tick | Green tick    | Green tick | Green tick | Green tick            | Green tick                         |
| South Korea          |            | Green tick         |            | Green tick |            |               |            |            | Green tick            |                                    |
| Taiwan               |            |                    | Green tick | Green tick | Green tick | Green tick    | Green tick | Green tick | Green tick            |                                    |
| Thailand             | Green tick |                    | Green tick | Green tick | Green tick | Green tick    | Green tick | Green tick | Green tick            | Green tick                         |
| Turkey               | Green tick | Green tick         | Green tick | Green tick | Green tick | Green tick    | Green tick | Green tick | Green tick            | Green tick                         |
| Ukraine              | Green tick |                    |            |            |            | Green tick    |            |            |                       |                                    |
| United Arab Emirates |            |                    | Green tick | Green tick | Green tick | Green tick    | Green tick | Green tick | Green tick            |                                    |
| Venezuela            | Green tick |                    |            |            |            | Green tick    |            |            |                       |                                    |
| Vietnam              |            |                    |            |            |            |               |            |            |                       | Green tick                         |

## Nghiên cứu BBVA
Vào tháng 11 năm 2010, Nghiên cứu BBVA đã đưa ra một khái niệm kinh tế mới, để xác định các thị trường mới nổi quan trọng.
Phân loại này được chia thành hai nhóm các nền kinh tế đang phát triển.
Kể từ tháng 3 năm 2014, các nhóm như sau:
EAGLEs (các nền kinh tế mới nổi và dẫn đầu tăng trưởng): GDP Gia tăng dự kiến trong 10 năm tới sẽ lớn hơn mức trung bình của các nền kinh tế G7, ngoại trừ Hoa Kỳ.
- Brazil
- China
- India
- Indonesia
- Mexico
- Russia
- Turkey

NEST: Dự kiến gia tăng GDP trong thập kỷ tới sẽ thấp hơn mức trung bình của các nền kinh tế G6 (G7 không bao gồm Mỹ) nhưng cao hơn của Ý.
- Argentina
- Bangladesh
- Chile
- Colombia
- Egypt
- Iran
- Iraq
- Kazakhstan
- Malaysia
- Nigeria
- Pakistan
- Peru
- Philippines
- Poland
- Qatar
- Saudi Arabia
- South Africa
- Thailand
- Vietnam

Thị trường mới nổi khác
- Bahrain
- Bulgaria
- Czech Republic
- Estonia
- Hungary
- Jordan
- Kuwait
- Latvia
- Lithuania
- Mauritius
- Morocco
- Oman
- Romania
- Slovakia
- Sri Lanka
- Sudan
- Tunisia
- United Arab Emirates
- Ukraine
- Venezuela

## Chỉ số thị trường mới nổi
Chỉ số các thị trường mới nổi của MasterCard là danh sách 65 thành phố hàng đầu trong các thị trường mới nổi. Các quốc gia sau có các thành phố được đưa vào danh sách (tính đến năm 2008):

### Các quốc gia có thành phố được đưa vào Chỉ số các thị trường mới nổi năm 2008
| Châu lục/Khu vực | Quốc gia           |
| ---------------- | ------------------ |
| Châu Phi         | Egypt              |
| Châu Phi         | Kenya              |
| Châu Phi         | Morocco            |
| Châu Phi         | Nigeria            |
| Châu Phi         | Senegal            |
| Châu Phi         | South Africa       |
| Châu Phi         | Tunisia            |
| Châu Á           | China              |
| Châu Á           | India              |
| Châu Á           | Indonesia          |
| Châu Á           | Lebanon            |
| Châu Á           | Malaysia           |
| Châu Á           | Pakistan           |
| Châu Á           | Philippines        |
| Châu Á           | Thailand           |
| Châu Á           | Vietnam            |
| Châu Âu          | Bulgaria           |
| Châu Âu          | Hungary            |
| Châu Âu          | Poland             |
| Châu Âu          | Romania            |
| Châu Âu          | Russia             |
| Châu Âu          | Turkey             |
| Châu Âu          | Ukraine            |
| Châu Mỹ Latin    | Argentina          |
| Châu Mỹ Latin    | Brazil             |
| Châu Mỹ Latin    | Chile              |
| Châu Mỹ Latin    | Colombia           |
| Châu Mỹ Latin    | Dominican Republic |
| Châu Mỹ Latin    | Ecuador            |
| Châu Mỹ Latin    | Mexico             |
| Châu Mỹ Latin    | Peru               |
| Châu Mỹ Latin    | Uruguay            |
| Châu Mỹ Latin    | Venezuela          |

## Kinh tế
Bảng dưới đây liệt kê 25 nền kinh tế mới nổi lớn nhất tính theo GDP (danh nghĩa) và GDP (PPP) trong năm cao điểm tương ứng. Các thành viên của G-20 nền kinh tế lớn được in đậm.
| Xếp hạng | Quốc gia             | GDP (danh nghĩa, năm cao điểm) hàng triệu USD | Peak Year |
| -------- | -------------------- | --------------------------------------------- | --------- |
| 1        | China                | 16,862,979                                    | 2021      |
| 2        | India                | 3,022,061                                     | 2019      |
| 3        | Brazil               | 2,614,027                                     | 2011      |
| 4        | Russia               | 2,288,428                                     | 2013      |
| 5        | South Korea          | 1,823,852                                     | 2021      |
| 6        | Mexico               | 1,315,356                                     | 2014      |
| 7        | Indonesia            | 1,150,245                                     | 2021      |
| 8        | Iran                 | 1,081,383                                     | 2021      |
| 9        | Turkey               | 957,504                                       | 2013      |
| 10       | Saudi Arabia         | 842,588                                       | 2021      |
| 11       | Taiwan               | 785,589                                       | 2021      |
| 12       | Poland               | 655,332                                       | 2021      |
| 13       | Argentina            | 643,861                                       | 2017      |
| 14       | Nigeria              | 568,499                                       | 2014      |
| 15       | Thailand             | 546,223                                       | 2021      |
| 16       | Israel               | 467,532                                       | 2021      |
| 17       | South Africa         | 458,708                                       | 2011      |
| 18       | United Arab Emirates | 422,215                                       | 2018      |
| 19       | Egypt                | 396,328                                       | 2021      |
| 20       | Philippines          | 385,737                                       | 2021      |
| 21       | Colombia             | 382,093                                       | 2013      |
| 22       | Singapore            | 378,645                                       | 2021      |
| 23       | Malaysia             | 371,114                                       | 2021      |
| 24       | Hong Kong            | 369,722                                       | 2021      |
| 25       | Vietnam              | 368,002                                       | 2021      |

| Xếp hạng | Quốc gia             | GDP (PPP, Peak Year) hàng triệu USD | Peak Year |
| -------- | -------------------- | ----------------------------------- | --------- |
| 1        | China                | 27,071,959                          | 2021      |
| 2        | India                | 10,181,166                          | 2021      |
| 3        | Russia               | 4,447,477                           | 2021      |
| 4        | Indonesia            | 3,530,329                           | 2021      |
| 5        | Brazil               | 3,437,609                           | 2021      |
| 6        | Turkey               | 2,873,841                           | 2021      |
| 7        | Mexico               | 2,685,253                           | 2021      |
| 8        | South Korea          | 2,503,395                           | 2021      |
| 9        | Saudi Arabia         | 1,734,234                           | 2021      |
| 10       | Taiwan               | 1,443,411                           | 2021      |
| 11       | Poland               | 1,412,297                           | 2021      |
| 12       | Egypt                | 1,381,057                           | 2021      |
| 13       | Iran                 | 1,344,086                           | 2011      |
| 14       | Thailand             | 1,339,060                           | 2019      |
| 15       | Pakistan             | 1,157,480                           | 2021      |
| 16       | Vietnam              | 1,141,300                           | 2021      |
| 17       | Nigeria              | 1,136,795                           | 2021      |
| 18       | Argentina            | 1,049,401                           | 2021      |
| 19       | Philippines          | 1,004,508                           | 2019      |
| 20       | Malaysia             | 969,039                             | 2021      |
| 21       | Bangladesh           | 953,385                             | 2021      |
| 22       | South Africa         | 861,929                             | 2021      |
| 23       | Colombia             | 812,799                             | 2021      |
| 24       | United Arab Emirates | 699,444                             | 2021      |
| 25       | Romania              | 653,903                             | 2021      |